# ノーリツ鋼機
ノーリツ鋼機株式会社（ノーリツこうき 英: Noritsu Koki Co., Ltd.）は、音響機器の開発・販売、ペン先部材・金属部材の製造・販売などを行う子会社を傘下に置く持株会社。

## 概要
「ものづくり」をコア事業とする持株会社として、フェルトペンのペン先などのフェルト加工製品や、金属射出成形(MIM)技術を用いて金属部品を製造するテイボー、「Pioneer DJ」及び「AlphaTheta」ブランドのDJ向け音響機器を展開する音響機器メーカーのAlphaTheta、エントリーモデル～ハイスペックモデルまで幅広いラインナップのワイヤレスイヤホン・ヘッドホンなどを展開する音響機器メーカーのJLabなどをグループに抱える。
写真処理機器メーカーとして創業。デジタルカメラの普及によってフィルム写真機器市場が縮退した2000年代末より、積極的なM&Aにより業態を変更し、「ヘルスケア」事業など様々な新規事業に投資したが、2010年代末より事業ポートフォリオを再編し、2022年にコア事業を「ものづくり」に絞り込んだ。
みどり会の会員企業であり三和グループに属している。
2023年より「Serato DJ」ブランドのDJ向けソフトウェアを展開するSeratoの買収を進めていたが、ニュージーランド当局の認可が下りず、2024年7月に断念した。

## 歴史
1951年、和歌山市で写真館「西本スタジオ」を運営していた創業者の西本貫一が、水車の原理を応用した写真印画自動水洗機を発明。これを事業化するため、1956年に写真処理機器メーカー「ノーリツ光機製作所」として創業。社名は、写真の現像工程の「能率化」に由来する。
創業当初より写真店向けの機材を商品とし、モノクロフォトプリント・カラーフォトプリント用の機材を次々に開発、製造してきた。1961年にはモノクロフィルムプロセッサ「RF-20E」の開発により、世界で初めてモノクロフィルム現像工程の自動化に成功。
1976年にはフィルムを現像してプリントするまでの工程を一元化した「クイックサービスシステム（QSS）」の1号機である「QSS-1型」を開発。QSSは、後に「ミニラボ」と呼ばれて普及する小規模な写真現像機器の最初の製品であり、これ以降、世界中の写真館にミニラボが導入されることとなる。以降2000年代までQSSを主力とし、世界で5割のシェアを持つ最大手であった。また、1990年代中頃より写真フィルム世界最大手のイーストマン・コダック社と提携。ノーリツはフィルムや印画紙などの民生用品を製造していなかったため、当社がコダックの資材を使用したり、またコダックが当社製品のOEM販売を行ったりしていた。
しかし、2000年代以降、デジタルカメラの普及とともにミニラボ市場は急激に縮退し、業績が悪化。1990年代後半以降、デジタルカメラプリントに対応した機材「デジタルミニラボ」も製造。2002年よりコダックとミニラボを共同開発、2006年にはミニラボ業界の最大のライバルであった富士フイルムとも提携して共同開発を行い、生き残りを図ろうとするも、2000年代後半より写真関連事業を縮小。
2010年より他業種に対して積極的なM&Aを展開し、ヘルスケア事業への進出など事業転換を進める。創業事業の写真処理機器事業は2016年に譲渡。2019年に中期経営計画を発表後、事業ポートフォリオを再編。持株会社として、フェルトペン先で世界シェア5割を誇るテイボーや、DJ機器で世界シェア7割の「Pioneer DJ」ブランドで知られる音響機器メーカーのAlphaTheta（旧・Pioneer DJ）などによる「ものづくり」事業と、医療ビッグデータ事業のJMDC（旧・日本医療データセンター）などによる「ヘルスケア」事業を柱とした。
2021年4月に米オーディオメーカーのJLabを買収。2022年2月25日付で「ヘルスケア」事業を営むJMDCの保有株式の一部をオムロンに譲渡し、連結から除外、ヘルスケアセグメントを廃止した。
2024年プリメディカの全株式をメディパルホールディングスに譲渡、「その他」セグメントを廃止し経営資源をものづくりへと集中した。

## 沿革
- 1951年 - 創業者・西本貫一が写真印画紙自動水洗機を発明。
- 有限会社ノーリツ光機製作所を設立。
- 1961年
  - ノーリツ鋼機株式会社に組織変更。
  - モノクロフィルム自動現像機・モノクロフィルムプロセッサ「RF-20E」を開発。世界で初めてフィルム現像工程の自動化に成功。
- 1976年 - QSS・ミニラボの原点となる「QSS-1型」を開発。
- 1996年 - 大阪証券取引所市場第二部に株式を上場。
- 1997年 - 東京証券取引所市場第一部に株式を上場。
- 2005年 - 創業者・西本貫一が逝去。
- 2009年
  - 新規事業開拓・M&Aを担うNKリレーションズ株式会社（現・合同会社）を設立。
  - 植物工場で野菜を生産するNKアグリ株式会社を設立（2020年撤退）。
- 2010年
  - 遠隔画像診断支援サービスのリーディングカンパニーである株式会社ドクターネットをグループ会社化。
  - 先端医療の技術開発と予防医療事業を担うNKメディコ株式会社（現・プリメディカ）を設立。
- 2011年 - 新設分割により、イメージング事業を承継するNKワークス株式会社を設立。ノーリツ鋼機は持株会社となる。
- 2012年
  - 医療機関向けコンサルティングや診療報酬ファクタリングを営む、エヌエスパートナーズ株式会社をグループ会社化。
  - 出版・通販事業を営む、いきいき株式会社（現・ハルメク）をグループ会社化（2020年譲渡）。
  - シニア層を中心とした通販事業を営む、株式会社全国通販をグループ会社化（2020年譲渡）。
- 2013年
  - 医療統計データサービスを営む、株式会社日本医療データセンターをグループ会社化。
  - 歯科医院向け通販事業を営む、フィード株式会社をグループ会社化（2020年譲渡）。
  - 再生医療技術・製品、細胞医薬品の研究開発を担う、株式会社日本再生医療を設立（2020年譲渡）。
- 2014年 - 健康年齢少額短期保険準備株式会社を設立。グループ会社である日本医療データセンターのビッグデータを用いた新しい保険の開発を開始。
- 2015年
  - マーキングペンのペン先部材で世界トップシェアのテイボー株式会社をグループ会社化。
  - 本店所在地を和歌山県和歌山市から東京都港区へ変更。
  - 機関設計を監査役会設置会社から監査等委員会設置会社へ、会計基準を日本基準から国際財務報告基準（IFRS）へそれぞれ変更。
- 2016年
  - イメージング事業を営むNKワークス（現・ノーリツプレシジョン）を譲渡。
  - 健康年齢少額短期保険準備が金融当局から許認可を取得、健康年齢少額短期保険株式会社として営業開始（2020年譲渡）。
  - 母体血による胎児DNA検査サービスを営むGeneTech株式会社をグループ会社化（2020年譲渡）。
  - バイオ医薬品事業を営む株式会社ジーンテクノサイエンス（現・キッズウェル・バイオ）をグループ会社化。
  - 保険薬局向けシステム開発等を営む株式会社ユニケソフトウェアリサーチをはじめとしたチームユニケをグループ会社化。
- 2017年 - 賃貸入居者向け家財保険事業を営む日本共済株式会社をグループ会社化（2020年譲渡）。
- 2018年
  - NKリレーションズ合同会社を吸収合併。
  - 岩切隆吉が代表に就任。事業ポートフォリオ再編に着手。
- 2019年
  - テイボー株式会社がPBT（化学繊維）ブラシ製造の株式会社soliton corporationをグループ会社化。
  - JMDC、ドクターネット、ユニケソフトウェアリサーチからなるJMDCグループが上場。
  - 中期経営計画を発表、コア事業を定めて事業ポートフォリオの再編を推進。
- 2020年
  - 「Pioneer DJ」などのDJ機器を展開するAlphaTheta（旧・Pioneer DJ）をグループ会社化。
  - AlphaThetaとテイボーを含むものづくり事業と、JMDCグループを含むヘルスケア事業をコア事業と再定義し、それ以外の事業すべてから撤退、成長性の高い事業グループへ再編。
- 2021年 - ポータブルオーディオブランド「JLab」を有するPEAG, LLC dba JLabを買収、グループ会社化。
- 2022年 - JMDCの保有株式48.68%のうち33.0%をオムロンに譲渡し、連結から除外。
- 2024年 - プリメディカの全株式をメディパルホールディングスに譲渡、経営資源をものづくりへと集中。

## CM・広告
2004年10月から2005年9月の間、朝日放送『新婚さんいらっしゃい!』でタレント若槻千夏を起用したTV-CMをオンエアしていた。

## 関連会社
国内グループ会社
- テイボー株式会社
- 浜松メタルワークス株式会社
- 株式会社 soliton corporation
- AlphaTheta株式会社
- JLab Japan株式会社

海外グループ会社
- 泰宝制筆材料(常熟)有限公司
- PEAG, LLC dba JLab